# José Luis Santamaría
José Luis Santamaría González (Valladolid, 28 de diciembre de 1968) es un ex ciclista profesional español. Fue profesional entre 1990 y 1997 ininterrumpidamente.Destacó en su faceta de gregario.

## Palmarés
Vencedor Clásica de Zamudio 1992
Vencedor Etapa Volta Jornal Noticias (Portugal)1994
Vencedor Memorial Mª Isabel Clavero 1997

## Equipos
- Banesto (1990-1994)
- ZG Mobili (1994)
- Artiach (1995)
- MX Onda (1996)
- Estepona (1997)